# Overdubbing
Overdubbing (também conhecido como empilhamento de camadas de áudio) é uma técnica utilizada na gravação de áudio, onde uma passagem (tipicamente musical) tenha sido pré-gravada, e, em seguida, durante a reprodução, uma outra parte é gravada para ir junto com o original. O processo de overdub pode ser repetido várias vezes. Esta técnica é frequentemente usada com cantores, bem como com instrumentos ou conjuntos/orquestras. Overdubbing normalmente é feito com o objetivo de adicionar riqueza e complexidade à gravação original. Por exemplo, se houver apenas um ou dois artistas envolvidos no processo de gravação, overdubbing pode dar o efeito de soar como muitos artistas.
Em apresentações vocais, o artista geralmente ouve uma apresentação gravada existente (geralmente por meio de fones de ouvido em um estúdio de gravação) e simultaneamente executa uma nova apresentação junto com ela, que também é gravada. A intenção é que a mixagem final contenha uma combinação desses "dubs".
Outro tipo de overdub é o chamado 'tracking' (ou "lay the basic tracks"), onde as faixas contendo a seção rítmica (geralmente incluindo bateria) são gravadas primeiro, em seguida, com overdubs (instrumentos solo, como teclado ou guitarra e, finalmente, vocais). Este método tem sido a técnica padrão para gravar música popular desde o início dos anos 1960. Hoje, o overdubbing pode ser realizado até mesmo em um equipamento básico de gravação ou em um PC típico equipado com uma placa de som, usando um software de estação de trabalho de áudio digital.
Como o processo de overdubbing envolve trabalhar com material pré-gravado, os artistas envolvidos não precisam nunca terem se conhecido fisicamente, nem mesmo estar vivos. Em 1991, décadas após a morte de seu pai Nat King Cole, Natalie Cole lançou uma gravação de "dueto virtual" de "Unforgettable", onde ela fez overdub de seus vocais na gravação original de seu pai dos anos 1960. Como não há limite no intervalo de tempo com overdubbing, também não há limite na distância, nem no número de camadas de overdub. Talvez a gravação overdub colaborativa de maior alcance foi realizada por Eric Whitacre em 2013, onde ele editou juntos um "Coro Virtual" de 8.409 faixas de áudio de 5.905 pessoas de 101 países.

## História
Talvez a primeira edição comercial de gravações com overdubs tenha sido da RCA Victor no final dos anos 1920, não muito depois da introdução dos microfones elétricos no estúdio de gravação. As gravações do falecido Enrico Caruso ainda venderam bem, então a RCA pegou alguns de seus primeiros discos feitos apenas com acompanhamento de piano, adicionou uma orquestra de estúdio e reeditou as gravações.[carece de fontes?]
Um prenúncio de overdubbing pode ser visto com Sidney Bechet, um músico de jazz americano que fez um par de famosos lados overdub em 1941 intitulados "The Sheik of Araby" e "Blues of Bechet". O multi-instrumentista gravou o clarinete, soprano, saxofone tenor, piano e as partes de baixo e bateria para ambas as músicas, e então gravou cada faixa separadamente uma sobre a outra para criar duas faixas únicas. As gravações foram então lançadas como "Sidney Bechet's One Man Band".
Em 1948, experimentos de mistura de efeitos sonoros e instrumentos musicais feitos por Pierre Schaeffer no estúdio experimental Radio Télédiffusion Française em Paris levaram a Étude aux Tourniquets, a primeira composição de vanguarda usando a gravação como técnica de composição, gravada e mixada diretamente em discos de acetato pois os gravadores ainda não estavam disponíveis. Experimentos semelhantes de colagem de som foram feitos por Edgard Varèse na década de 1920, mas Varèse, também um compositor francês, escreveu partituras posteriormente tocadas ao vivo por músicos. O filme da Disney de 1950, Cinderela, usou várias faixas para os vocais da canção "Sing, Sweet Nightingale". A partir de 1949, Schaeffer compôs e gravou sobre acetatos com Pierre Henry (Symphonie pour un homme seul, 1950), que também gravou com Varèse em 1954. Juntos, eles usaram alguns dos primeiros gravadores disponíveis no início dos anos 1950.
A invenção da fita magnética abriu novas possibilidades para overdubbing, particularmente com o desenvolvimento da gravação multicanal com sel-sync. Uma das primeiras gravações com overdub conhecidas lançadas comercialmente foi "Confess" para Mercury Records de Patti Page em 1948, embora esse overdubbing tenha sido feito com acetato. Com a popularidade dessa gravação, Page gravou "With My Eyes Wide Open I'm Dreaming" usando a mesma técnica de overdubbing. Os vocais foram listados como "Vozes por: Patti Page, Patti Page, Patti Page, Patti Page".[carece de fontes?]
Les Paul foi um dos primeiros inovadores do overdubbing e começou a experimentá-lo por volta de 1930.:213 Ele originalmente criou gravações multicanais usando um torno de disco modificado para gravar várias gerações de som em um único disco, antes de mais tarde usar a tecnologia de fita, tendo recebido um dos primeiros gravadores Ampex series 300 de presente do Bing Crosby. Seu sucesso nº 1 em 1950, How High The Moon, realizado com sua então esposa Mary Ford, apresentou uma quantidade significativa de overdubbing, junto com outras técnicas de estúdio, como flanging, delay, phasing e varispeed.:xxii-xxiii
Os avanços de Les Paul na gravação foram vistos na adoção de suas técnicas por artistas como Buddy Holly. Em 1958, Holly lançou "Words of Love" e "Listen to Me", que foram compostas com overdubbing para adicionar instrumentação e harmonias.
Peter Ustinov executou várias vozes em "Mock Mozart", em uma gravação produzida por George Martin. O Abbey Road Studios não tinha gravadores multicanais na época, então um par de máquinas mono foi usado. Martin usou o mesmo processo mais tarde para um disco de comédia de Peter Sellers, desta vez usando máquinas estéreo e panning.[carece de fontes?]

## Exemplos
Overdubs podem ser feitos por vários motivos. Uma das mais óbvias é a conveniência; por exemplo, se um baixista estiver temporariamente indisponível, a gravação pode ser feita e a faixa de baixo adicionada posteriormente. Da mesma forma, se apenas um ou dois guitarristas estão disponíveis, mas uma música exige várias partes de guitarra, um guitarrista pode tocar guitarra solo e guitarra base. O overdubbing também é usado para solidificar um cantor fraco; doubleetracking permite que um cantor com entonação fraca soe mais afinado. (O oposto disso é frequentemente usado com instrumentos de sample; desafinar levemente a amostra pode tornar o som mais realista.) O efeito é usado para dar a um cantor um som mais cheio. Eles se harmonizariam efetivamente com seus próprios vocais, como um coro, mas com apenas uma voz.
Overdubbing às vezes é vista negativamente, quando é vista como sendo usada para aprimorar artificialmente as habilidades musicais de um artista ou grupo, como inserções gravadas em estúdio para gravações ao vivo ou faixas de apoio criadas por músicos de sessão em vez dos artistas credenciados. As primeiras gravações dos Monkees foram feitas por grupos de músicos de estúdio pré-gravando canções (muitas vezes em um estúdio diferente, e alguns antes mesmo da banda ser formada), que foi posteriormente feito overdub com os vocais dos Monkees. Embora as canções se tornassem sucessos, essa prática atraiu críticas. Michael Nesmith, em particular, não gostou do que o overdubbing fez à integridade da música da banda. Além de trabalhar com o produtor Butch Vig, Kurt Cobain expressou desdém pela gravação de duas faixas. Vig teve que convencer Cobain a usar a técnica de gravação, dizendo: "Os Beatles fizeram isso em tudo. John Lennon adorou o som de sua voz dupla."